# Feu d'artifice
Feu d'artifice (W13) (Frans: vuurwerk) is een fantasie voor groot orkest, gecomponeerd door Igor Stravinsky in 1908 en dat in 1909 voor het eerst werd uitgevoerd tijdens de Siloti Concerten in Sint-Petersburg.
Het werk kenmerkt zich door zijn explosieve kracht, met voor het slagwerk een belangrijke partij. Het werk is kort (ca. 4 minuten), maar desondanks noemt Boucourechliev het een kwaliteitstest voor zowel orkest als dirigent.

## Oeuvre
Zie het Oeuvre van Igor Stravinsky voor een volledig overzicht van het werk van Stravinsky.

## Geselecteerde discografie
- Feu d'artifice. Fantaisie pour orchestre op. 4 door het Columbia Symphony Orchestra o.l.v. Igor Stravinsky ('Igor Stravinsky Edition' in het deel 'Ballets Vol. 1', 3CD's SM3K 46 291)
- Feu d'artifice door Chicago Symphony Orchestra o.l.v. Pierre Boulez (DGG 437 850-2)